# 內野手
內野手（Infielder，通常簡寫成）是棒球中的防守位置，顧名思義是指防守內野的球員，一般而言，內野手包括一壘手、二壘手、三壘手、游擊手四個位置。廣義的內野手，則包含投手及捕手在內。
內野手最重要的防守工作，便是將打者打出的滾地球、平飛球擋在內野，不使之進入外野形成安打，並將之傳往各壘包殺掉打者或跑者。因此除一壘手之外，都必須有不錯的直線傳球能力。由於各內野手位置的特性不同，一般球隊多將擅長守備的球員放在游擊手、二壘手、三壘手。
傳統內野手分為兩類: 角落內野手（三壘手／一壘手）和中線內野手（游擊手／二壘手），兩種都是防優於攻的防守型球員。
另一種內野手是壘包手，多數只會守住壘包。典型例子是在2019年，因洋基隊中傷患而替補多個位置的D·J·勒馬修（本職是二壘手）。